# Dąbie (jezioro na Równinie Gryfickiej)
Dąbie – jezioro na Równinie Gryfickiej, położone w gminie Płoty, w woj. zachodniopomorskim. Jego powierzchnia wynosi 12,5 ha.
W Dąbiu występują grzybienie białe i grążele żółte (gatunki chronione), a także nad jeziorem rzadki gatunek – ponikło igłowate. Jezioro jest podzielone na 3 części.
Na północ i wschód od jeziora przebiega droga krajowa nr 6.
Do 1945 roku jezioro posiadało niemiecką nazwę Woldenburger See.